# Tramwaje w Graneros–La Compania
Tramwaje w Graneros–La Compania − zlikwidowany system komunikacji tramwajowej w Graneros i La Compania w Chile.

## Historia
Linię tramwaju konnego o długości 4 km otwarto w 1920. Operatorem linii była spółka Tranvías Comunidad Molino La Compañía. Linia o rozstawie szyn wynoszącym 1620 mm połączyła dworzec kolejowy w Graneros z młynem w La Compania. W 1920 tramwajami przewieziono 2000 pasażerów, a w 1921 14 400 pasażerów. Linię zamknięto po 1934.